# Reggimento "de Courten"
Il reggimento vallesano "de Courten" fu un'unità militare svizzera mercenaria al servizio del ducato di Savoia prima e del regno di Sardegna poi. Il reggimento assumeva il nome del colonnello proprietario che firmava la capitolazione, cioè il reclutamento, con il sovrano sabaudo. In modo analogo, nel Settecento, esisteva un reggimento de Courten "gemello" al servizio del regno di Francia.

## Cronologia
- 1694: prima capitolazione del reggimento voluta dal marchese Carlo Emilio San Martino di Parella di Andorno;
- 1699: il colonnello barone Johann Franz Reding von Binberegg forma un reggimento svizzero incorporando il reggimento di Andorno;
- 1706: nuova capitolazione con il colonnello Johann Friedrich Ghidt;
- 1709: nuova capitolazione con Karl Hakbrett raggiungendo, nel 1711, tre battaglioni su dieci compagnie;
- 1716: due battaglioni vengono inviati in Sicilia;
- 1731: servizio decennale con il colonnello Jean-Simon Belmont, tuttavia, morendo l'anno seguente, il reggimento assunse il nome di Rietmann dal colonnello Johann Rietmann;
- 1741: servizio per altri otto anni;
- 1744: il reggimento prende il nome di Kalbermatten dal nuovo colonnello Bruno de Kalbermatten (1700-1762);
- 1748: servizio decennale e organizzazione in tre battaglioni con quattro compagnie ciascuna;
- 1762: nuova capitolazione con Michel-François Soutter;
- 1768: Grégoire de Kalbermatten (1712-1792) nuovo colonnello del reggimento;
- 1782: il reggimento prende il nome di de Courten dal conte Louis-Eugène de Courten;
- 1794: con la giubilazione di Courten il reggimento prende il nome di de Streng dal nuovo proprietario, barone Prosper de Streng d'Arenemberg (1729-1798)
- 1796: riduzione a solo due battaglioni;
- novembre 1798: con la morte del barone de Streng il reggimento viene rilevato da Joseph-François Belmont;
- dicembre 1798: il reggimento passa nella Légion helvétique al servizio della Repubblica Piemontese;
- 1800: segue il destino della Légion helvétique passando sotto il controllo francese.

Alla Restaurazione il reggimento non venne più ricreato.